# Bloco carnavalesco
No Brasil, bloco carnavalesco é um termo genérico usado para definir diversos tipos de manifestações carnavalescas populares. Designa um conjunto de pessoas que desfilam no Carnaval, de forma semi-organizada, muitas vezes trajando uma mesma fantasia. Geralmente constituem uma agremiação.
Ao longo do tempo, diversos grupos carnavalescos já foram genericamente chamados de blocos, havendo atualmente blocos que são mais parecidos com escolas de samba, outros mais parecidos com os antigos cordões, e outros de diversos tipos.
O termo é análogo a "comparsa" em espanhol, sendo que na Argentina as escolas de samba também são entendidas como um dos tipos de comparsas.
O bloco Galo da Madrugada, do Recife é o "maior bloco de carnaval do mundo" e já entrou no Guinness World Records em 1995.

## História

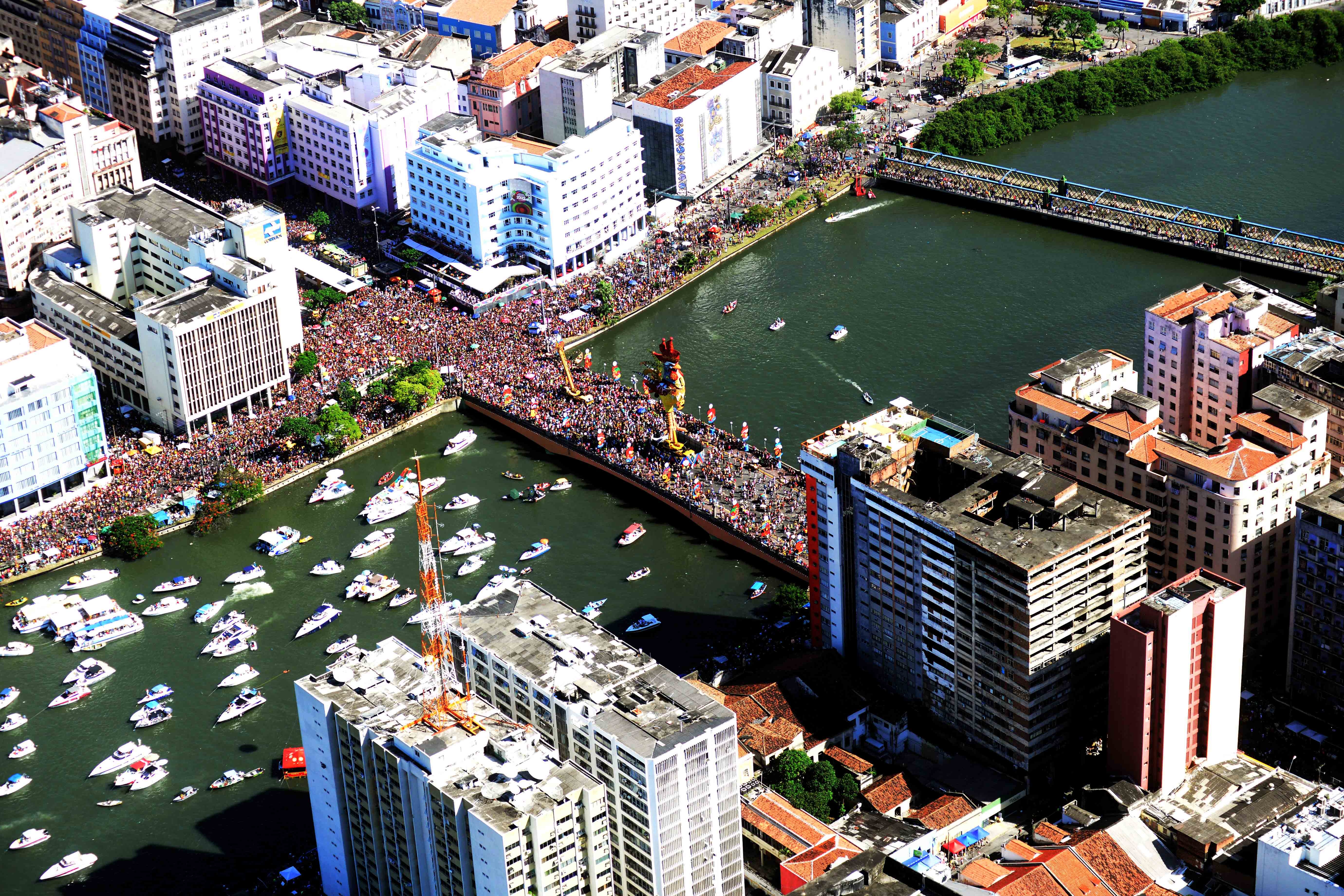
Bloco carnavalesco Galo da Madrugada, no Carnaval do Recife.

Desde meados do século XIX as ruas da cidade do Rio de Janeiro eram invadidas, nos dias de carnaval, por grupos de pessoas dispostas a se divertir.
Os primeiros registros de blocos licenciados pela polícia no Rio de Janeiro datam de 1889, Grupo Carnavalesco São Cristóvão, Bumba meu Boi, Estrela da Mocidade, Corações de Ouro, Recreio dos Inocentes, Um Grupo de Máscaras, Novo Clube Terpsícoro, Guarani, Piratas do Amor, Bondengó, Zé Pereira, Lanceiros, Guaranis da Cidade Nova, Prazer da Providência, Teimosos do Catete,Prazer do Livramento, Filhos de Satã e Crianças de Família (Rua Paulino Figueiredo).[carece de fontes?]
Segundo Felipe Ferreira, em O livro de ouro do carnaval brasileiro (2005), no início do século XX não havia grandes distinções entre os vários tipos de brincadeiras que ocupavam a cidade e que podiam ser chamadas indistintamente de ranchos, cordões, grupos, sociedades ou blocos, entre outras denominações genéricas. De acordo com o autor, durante a década de 1920 a intelectualidade brasileira volta-se para as questões ligadas à identidade nacional destacando a importância da festa carnavalesca carioca que passa ser vista como uma espécie de "resumo" da diversidade cultural brasileira. Organizar a "confusão" carnavalesca passa a ser um dos objetivos da elite cultural que, com ajuda da imprensa, começa a definir as diferentes categorias da folia numa escala que iria das sofisticadas sociedades carnavalescas – ou grandes sociedades – até os temidos cordões.
Dentro dessa nova organização, os grupos do carnaval chamado de popular (ou Pequeno Carnaval) podiam ser classificados como ranchos (considerados como mais sociáveis), blocos ou cordões (vistos como o carnaval descontrolado). Nelson da Nóbrega Fernandes afirma que os cordões cariocas sofreram um processo de "satanização" daí passaram a denominar-se como blocos ou transformaram-se em ranchos. no entanto, havia diferenças conceituais importantes entre ranchos e cordões, tendo o primeiro um cortejo mais focado no elemento teatral, com forte presença de instrumentos de sopro e no canto, enquanto os cordões davam ênfase à percussão e em geral não possuíam outros instrumentos musicais.
A classificação dos blocos situava-se, portanto, a meio caminho entre os louváveis ranchos e os frequentemente condenados cordões. Essa característica ambivalente faria dos blocos a inspiração para as os grupos de samba que buscariam a aceitação da sociedade no final da década de 1920 e que passariam a ser denominados de escolas de samba a partir da década de 1930.
A partir daí, em dado momento, a partir do crescimento das escolas de samba, a história dos blocos carnavalescos que utilizavam o samba como ritmo condutor passa a ser intimamente ligada à história dessas agremiações. O conceito de "bloco de enredo" surgiu no Rio de Janeiro, sem uma data precisa. Porém a Federação dos Blocos Carnavalescos do Estado do Rio de Janeiro data do ano de 1965, 13 anos após a criação da AESCRJ.

## Tipos de blocos

### Bloco afro

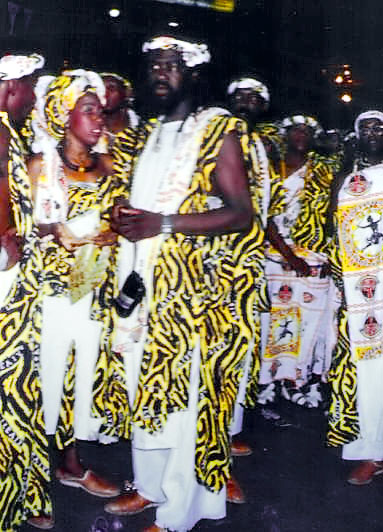
Bloco Ilê Aiyê no Carnaval de Salvador.

São blocos que utilizam em sua indumentária, ritmo e letra aspectos das culturas africanas, utilizando um conjunto percussivo à frente do trio elétrico, somado a vestimentas cuja temática das estampas estabelecem ligação com a África.
O primeiro bloco afro criado no Brasil foi o Ilê Aiyê, no ano de 1974 por Vovô, inaugurando assim uma mudança do carnaval de Salvador com a inserção da musicalidade africana, sendo responsáveis pela difusão do samba-reggae.

### Bloco caricato
Blocos típicos de Belo Horizonte - MG.

### Bloco de enredo
São blocos análogos a escolas de samba. Muitas escolas de samba, especialmente dos grupos inferiores, foram blocos de enredo.
No Rio de Janeiro, foi aprovada para o Carnaval de 2011 a ascensão e rebaixamento automático entre escolas de samba e blocos, com as 4 últimas escolas da sexta divisão (Grupo E) passando a se filiar à Federação dos Blocos para o ano seguinte. Tal situação durou até o Carnaval de 2014.
Em vários lugares do Brasil a denominação bloco de enredo é comum. Em São Paulo, são chamados somente de "blocos", sendo administrados pela União das Escolas de Samba de São Paulo, funcionando como pequenas escolas de samba, inclusive com sambas-enredo iguais aos destas. Em Brasília, os blocos de enredo a partir de 2011, passaram a ser na verdade a quarta divisão do desfile de escolas de samba da cidade, tais entidades são filiadas a LIESB.

### Bloco de embalo
No Rio de Janeiro, são todos os blocos que não são de enredo nem se identifiquem com outra manifestação carnavalesca preexistente, como os clubes de frevo (típicos de Pernambuco).

### Bloco lírico

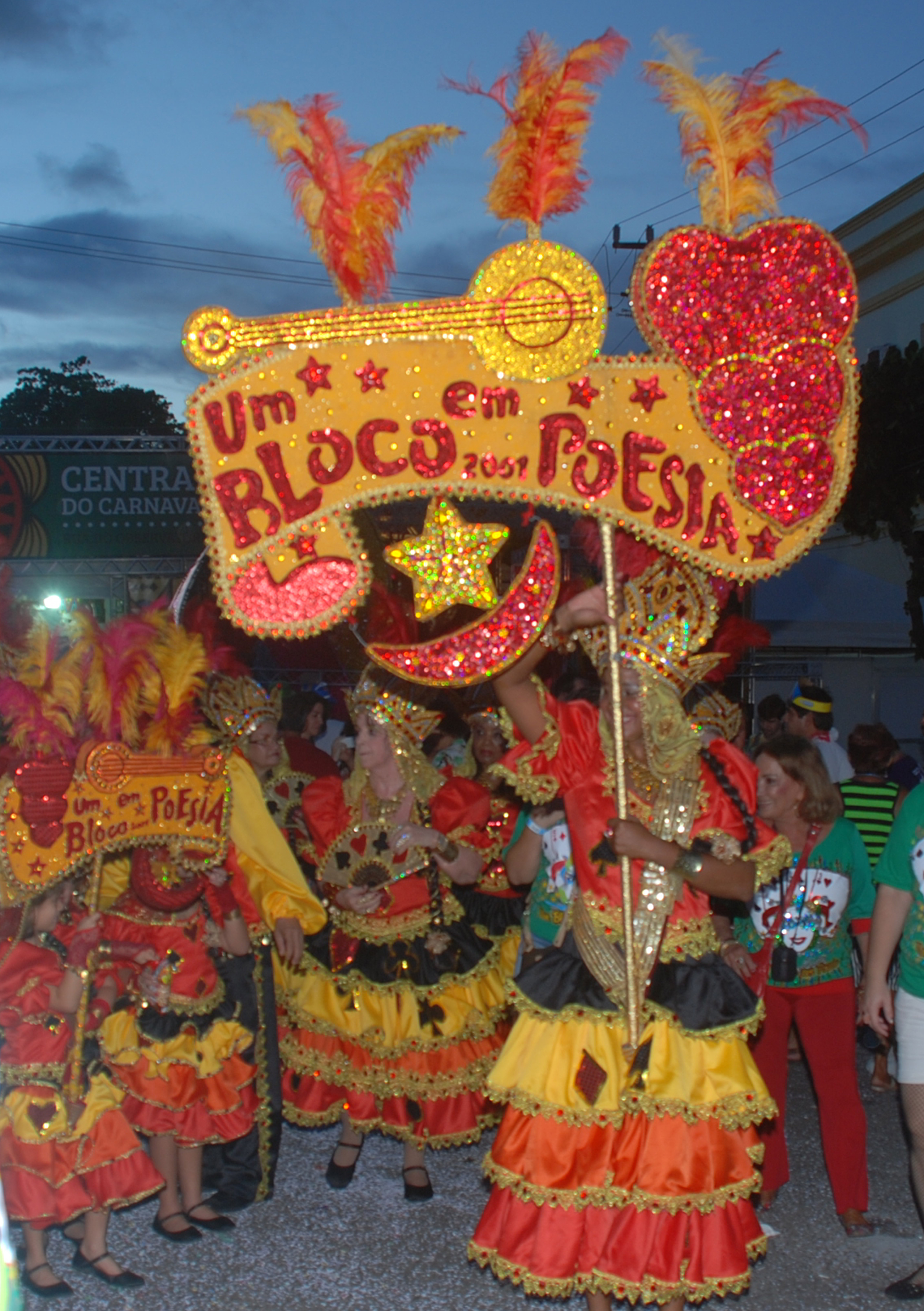
Flabelo de Um Bloco em Poesia

Manifestação popular típica do carnaval de rua de Pernambuco em Olinda e Recife. São compostos de uma orquestra de pau e corda com poucos metais, apenas para complementação, e integrantes fantasiados cantando antigos frevos de blocos e marchinhas que foram sucesso e deixaram saudades. Os blocos líricos foram criados em 1850 e suas maiores características são as marchinhas de frevo antigo, suas vestes e seu flabelo.

### Bloco de sujo
São manifestações populares típicas do carnaval de rua no Brasil, onde o improviso e a desorganização são a tônica: Um grupo de foliões com fantasias improvisadas, ou mesmo de roupa comum, se reúnem no carnaval e ao som de instrumentos também improvisados e desfilam pelas ruas da cidade, cantando e sambando marchinhas carnavalescas e sambas-enredo das escolas de samba.
Alguns blocos de sujo satirizam a política nacional com faixas e cartazes, sempre em tom de ironia e deboche, com a marca do humor brasileiro.

### Bloco do Fraldão
São manifestações populares em todo o Brasil, que se popularizaram em 2012, depois que o cantor Mariano usou fralda enquanto cantava Vem Cuidar do Seu Bebê durante show em São José do Rio Preto. No ano seguinte, a fantasia do bebezão era uma das fantasias mais comuns no carnaval devido ao baixo custo da fantasia. Alguns municípios brasileiros endossaram esses blocos como forma de reduzir a urinação pública durante o carnaval. Até hoje, o bloco continua sendo uma ocorrência comum em muitas cidades do Brasil.

### Bloco das piranhas
São manifestações populares dada a todos os blocos carnavalescos formados por homens que se vestem com roupas de mulher para brincar o Carnaval. No Rio de Janeiro eram populares o Bloco das Piranhas da cidade de São João de Meriti que acabou-se transformando em uma escola de samba e o do Clube Mauá, em São Gonçalo[carece de fontes?]. em São Paulo, a escola Mocidade Alegre também é oriunda de um bloco dessa categoria, daí o seu nome.

## Blocos pelo Brasil

### Salvador
É responsável pelo maior carnaval de blocos do país.

### Recife
Galo da Madrugada, considerado o maior bloco carnavalesco do mundo pelo Guinness Book desde 1995, é o que mais atrai os foliões.
Grito da Véia, único bloco carnavalesco com certificado ambiental de compensação de uso de carbono.

### Olinda
- Bacalhau do Batata
- Pitombeira dos Quatro Cantos
- Elefante de Olinda
- Cariri Olindense
- Ceroula
- O Homem da Meia-Noite
- Eu Acho é Pouco
- Dez de Xarque e uma Latinha
- Mulher na Vara
- Menino da Tarde
- Mulher do Dia
- John Travolta
- O Lord de Olinda

### Natal
- Galo dos Perturbados
- Os Cão
- Baiacu na Vara

### Rio de Janeiro
O Rio de Janeiro conta com mais de 400 blocos, dos quais os mais famosos são: O Cordão da Bola Preta, que é também o mais antigo em atividade; o Bafo da Onça; o Cacique de Ramos; o Boêmios de Irajá; a Banda de Ipanema; o Simpatia É Quase Amor; o Monobloco e o Suvaco do Cristo.

### São Paulo
São Paulo conta com mais de 600 blocos, sendo o mais antigo o Bloco dos Esfarrapados e a Banda do Candinho.